# Irving Ludwig
Irving Ludwig (3 novembre 1910, Loutsk, Russie - 26 novembre 2005, Santa Monica) est un dirigeant d'entreprises américain connu pour sa carrière aux Walt Disney Productions.

## Biographie
Irving Ludwig naît le 3 novembre 1910 à Loutsk en Russie et sa famille émigre aux États-Unis en 1920. Il trouve un emploi d'ouvreur à mi-temps au Rivoli Theatre de New York en 1929 et commence une carrière dans le monde du cinéma.
En 1940, il rejoint le studio Disney pour la tournée de Fantasia comme représentant de commerce puis rejoint l'équipe d'administration des ventes de Walt Disney Productions.
En 1953, il devient un des directeurs de la nouvelle filiale Buena Vista Pictures Distribution puis son président à partir de 1959 et ce jusqu'à sa retraite en 1980,,.
En 1993, il reçoit le titre de Disney Legends. Il décède en novembre 2005 à Santa Monica.